# Stadion Narodowy Kostaryki (1924)
Stadion Narodowy Kostaryki (1924) – wielofunkcyjny stadion w dzielnicy La Sabana w San José w Kostaryce. Wybudowany w 1924 roku, był głównie wykorzystywany do meczów piłki nożnej oraz zawodów lekkoatletycznych. 12 maja 2008 został rozebrany i na jego miejscu powstał nowy Stadion Narodowy, otwarty w 2011.